# Tremonton
Tremonton is een plaats (city) in de Amerikaanse staat Utah, en valt bestuurlijk gezien onder Box Elder County.

## Demografie
Bij de volkstelling in 2000 werd het aantal inwoners vastgesteld op 5592.
In 2006 is het aantal inwoners door het United States Census Bureau geschat op 6289, een stijging van 697 (12,5%).

## Geografie
Volgens het United States Census Bureau beslaat de plaats een oppervlakte van
13,6 km², geheel bestaande uit land. Tremonton ligt op ongeveer 1298 m boven zeeniveau.

## Plaatsen in de nabije omgeving
De onderstaande figuur toont nabijgelegen plaatsen in een straal van 12 km rond Tremonton.